# 270 av. J.-C.
Cette page concerne l'année 270 av. J.-C. du calendrier julien proleptique.

## Événements
- 5 avril (21 avril du calendrier romain) : début à Rome du consulat de Cnaeus Cornelius Blasio (I) et Caius Genucius Clepsina (II)[1].

- L’armée romaine prend Rhêgion et massacre la garnison campanienne qui s’était révoltée au cours de la guerre contre Tarente ; 300 survivants sont emmenés enchaînés à Rome et exécutés sur le Forum[2]. Conquête du Bruttium (Calabre) par les Romains.

## Naissances en 270 av. J.-C.
- Livius Andronicus, à Tarente : esclave affranchi, il traduit l’Odyssée et écrit des tragédies sur le type troyen (Achille, Égisthe, Andromède, Danaé). Créateur de la tragédie latine, il fonde un collège des poètes sur le modèle des associations de Grèce.

## Décès en 270 av. J.-C.
- 9 juillet : Arsinoé II, reine d’Égypte[3] (née en 316 av. J.-C.). Elle est divinisée sous le nom de Thea Philadelphos. Son culte se répand, notamment dans le nome Arsinoïte (Fayoum). Ptolémée II s’associe de son vivant à la reine morte et crée un culte des dieux Adelphe (Frères).

- Épicure, philosophe grec, à la suite d’une longue maladie.
- Straton de Lampsaque, physicien (né en 328 av. J.-C.).